# Zgodbe o Izotu
Mladinsko uspešnico Zgodbe o Izotu (zbirka Matjaževa knjižica, 1987) je pisatelj Janez Vipotnik napisal na podlagi resničnih dogodkov, ki jih je doživel s svojim vnukom Izakom.